# Kabinett Arcanjo da Costa II
Das Kabinett Trovoada II ist die 14. Regierung São Tomé und Príncipes, auf portugiesisch die XIV Governo Constitucional de São Tomé e Príncipe. Es ist die zweite Regierung des afrikanischen Inselstaates São Tomé und Príncipe unter Premierminister Gabriel Arcanjo da Costa, nachdem das vorherige ADI Kabinett von Patrice Trovoada an einem Misstrauensvotum scheiterte.
Am 4. Dezember 2012 wurde Trovoada und sein Kabinett von Staatspräsident Manuel Pinto da Costa ihres Amtes enthoben und der ehemalige Premierminister Gabriel Arcanjo da Costa mit der Bildung einer neuen Regierung beauftragt, der die gesamte Opposition in seinem neuen Kabinett vereinte.
| Regierungskoalition    | Mandate |
| ---------------------- | ------- |
| MLSTP-PSD – MDFM – PCD | 29/55   |

Nachdem ein erstes Misstrauensvotum im Juli 2012 wegen formaler Fehler von Evaristo Carvalho, als Präsidenten der Assembleia Nacional zurückgewiesen wurde, trat dieser bei einem zweiten Misstrauensvotum am 21. November 2012 von seinem Posten zurück, sodass erst nach der Wahl eines neuen Präsidenten der Assembleia Nacional das Misstrauensvotum am 28. November 2012 behandelt werden konnte, das die Minderheitsregierung der ADI stürzte.
Am 4. Dezember wurde Trovoada und sein Kabinett von Staatspräsident Pinto da Costa ihres Amtes enthoben und der ehemalige Premierminister Gabriel Arcanjo da Costa mit der Bildung einer neuen Regierung beauftragt, der die gesamte Opposition in seinem neuen Kabinett vereinte. Dieses war bis zu ihrer Wahlniederlage 2014 im Amt, bevor Trovoada mit seinem dritten Kabinett an die Macht kam.
Dem Kabinett gehörten folgende Minister an:
| Partei | Partei | Amt                                                             | Amtsinhaber                                       |
| ------ | ------ | --------------------------------------------------------------- | ------------------------------------------------- |
|        | MLSTP? | Premierminister                                                 | Herr Dr. Gabriel Arcanjo Ferreira da Costa        |
|        | MLSTP? | Minister für öff. Angelegenheiten, Infrastruktur und Ressourcen | Herr Dr. Joaquim Rafael Branco                    |
|        | MLSTP? | Außenministerin                                                 | Frau Dr. Alda Bandeira Tavares Vaz da Conceição   |
|        | MLSTP? | Gesundheitsminister                                             | Herr Dr. Edgar Manuel Azevedo Agostinho das Neves |
|        | MLSTP? | Landwirtschaftsminister und Minister für Fischereiwesen         | Herr Ing. Júlio Lopes Lima da Silva               |
|        | MLSTP? | Verteidigungsminister und Minister für Innere Sicherheit        | Herr Hauptmann Viktor Tavares Monteiro            |
|        | MLSTP? | Justizministerin                                                | Frau Dr. Alda Melo dos Santos                     |
|        | MLSTP? | Ministerin für Industrie und Handel                             | Frau Dr. Maria das Neves Batista de Sousa         |
|        | MLSTP? | Finanzministerin                                                | Frau Dr. Maria dos Santos Tebús Torres            |
|        | MLSTP? | Arbeitsminister                                                 | Herr Damião Vaz d’Almeida                         |
|        | MLSTP? | Ministerin für Erziehung und Kultur                             | Frau Dr. Maria Fernanda Pontifice de Jesus Bonfim |
|        | MLSTP? | Minister für Jugend und Sport                                   | Herr Dr. José Santiago Viegas                     |